# Беркулейка
Беркулейка — поселок в Безводовском сельском поселении Кузоватовского района Ульяновской области. 

## География
Находится на расстоянии примерно 12 километров по прямой на юго-восток от районного центра поселка Кузоватово.

## История
В 1990-е годы  работал СПК «Томыловский».

## Население
Население составляло 100 человека в 2002 году (93% мордва), 61 по переписи 2010 года.

## Известные уроженцы
- Александр Степанович Климушкин — Герой Советского Союза.